# 37 Librae
37 Librae, som är stjärnans Flamsteed-beteckning, är en ensam stjärna belägen i den mellersta delen av stjärnbilden Vågen. Den har en skenbar magnitud på 4,61 och är synlig för blotta ögat där ljusföroreningar ej förekommer. Baserat på parallaxmätning inom Hipparcosuppdraget på ca 34,6 mas, beräknas den befinna sig på ett avstånd på ca 94 ljusår (ca 29 parsek) från solen. Den rör sig bort från solen med en heliocentrisk radiell hastighet på +49 km/s.

## Egenskaper
37 Librae är en gul till orange underjättestjärna av spektralklass K1 III-IV, som antyder blandade drag av en underjätte och en jättestjärna. Den har en massa som är ca 1,4 gånger större än solens massa, en radie som är ca 5 gånger större än solens och utsänder från dess fotosfär ca 14 gånger mera energi än solen vid en effektiv temperatur av ca 4 800 K.